# James Somerset
James Somerset (ur. ok. 1741) – czarnoskóry mężczyzna, niewolnik, powód w postępowaniu Somerset v Stewart przed angielskim sądem. Orzeczenie w jego sprawie, wydane w 1772 roku, w obiegowym rozumieniu uznawało niewolnictwo na terytorium Anglii za nielegalne i postrzegane jest za jedno z najważniejszych osiągnięć brytyjskiego abolicjonizmu.

## Młodość i niewolnictwo

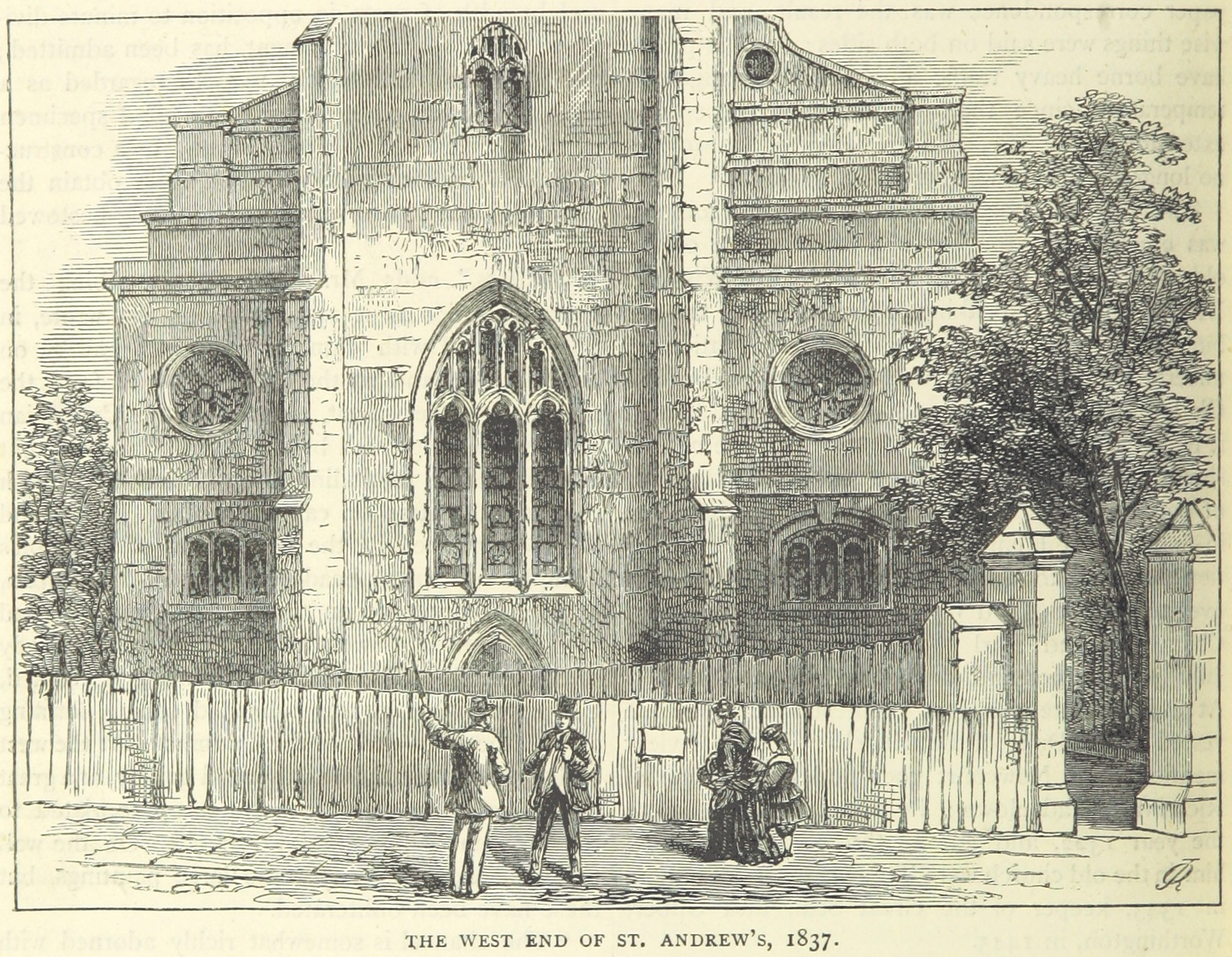
Kościół św. Andrzeja w Holborn, rycina z 1837 roku

Somerset urodził się w Afryce Zachodniej. Pojmany został w wieku około ośmiu lat, sprzedany europejskim handlarzom niewolników (prawdopodobnie oni nazwali go „Somerset”) i sprowadzony do Wirginii. Tam 1 sierpnia 1749 roku sprzedany został Charlesowi Stewartowi, kupcowi szkockiego pochodzenia. Po objęciu przez Stewarta w 1764 roku urzędu naczelnego poborcy ceł, Somerset przeniósł się ze swoim panem do Bostonu. W 1769 roku Stewart powrócił do Wielkiej Brytanii, osiadając w Londynie, gdzie zabrał ze sobą Somerseta. Pozostałych należących do niego niewolników (miał ich wcześniej co najmniej sześciu) sprzedał lub wynajął. Rezydencja Stewarta mieściła się przy ulicy Baldwin's Gardens, w dzielnicy Holborn.
W stolicy Somerset zetknął się ze znacznej wielkości społecznością osób pochodzenia afrykańskiego (ich liczba szacowana była ówcześnie na 15–20 tys.) oraz przedstawicielami ruchu abolicjonistów. W sierpniu 1771 roku przyjął chrzest w kościele św. Andrzeja w Holborn. Prawdopodobnie przy tej okazji obrał imię James. Motywacją mogło być popularne wówczas przekonanie, że przyjęcie chrztu przez niewolnika jest w świetle angielskiego prawa jednoznaczne z uzyskaniem wolności; w rzeczywistości sytuacja prawna tych osób była niejednoznaczna.
1 października 1771 roku Somerset opuścił rezydencję Stewarta i odmówił dalszej służby. 26 listopada pochwycony został na polecenie Stewarta i dostarczony na zakotwiczony na Tamizie statek „Ann and Mary”, pod dowództwem kapitana Johna Knowlesa. Uwięziony został na jego pokładzie, gdzie miał oczekiwać na wywóz na Jamajkę. Stewart miał zamiar sprzedać Somerseta, ze względu na jego nieposłuszeństwo, do pracy na tamtejszych plantacjach. 3 grudnia rodzice chrzestni Somerseta wystąpili do Sądu Ławy Królewskiej (Court of King’s Bench) o wydanie nakazu obligującego Knowlesa do doprowadzenia Somerseta przed sąd w myśl zasady habeas corpus, zabraniającej bezpodstawnego pozbawienia wolności innej osoby. Knowles dopełnił powinności 9 grudnia, po czym sąd wyznaczył termin pierwszej rozprawy na 21 stycznia 1772 roku. Po opłaceniu kaucji Somerset został uwolniony do czasu rozstrzygnięcia sprawy.

## Postępowanie sądoweSomerset v Stewart

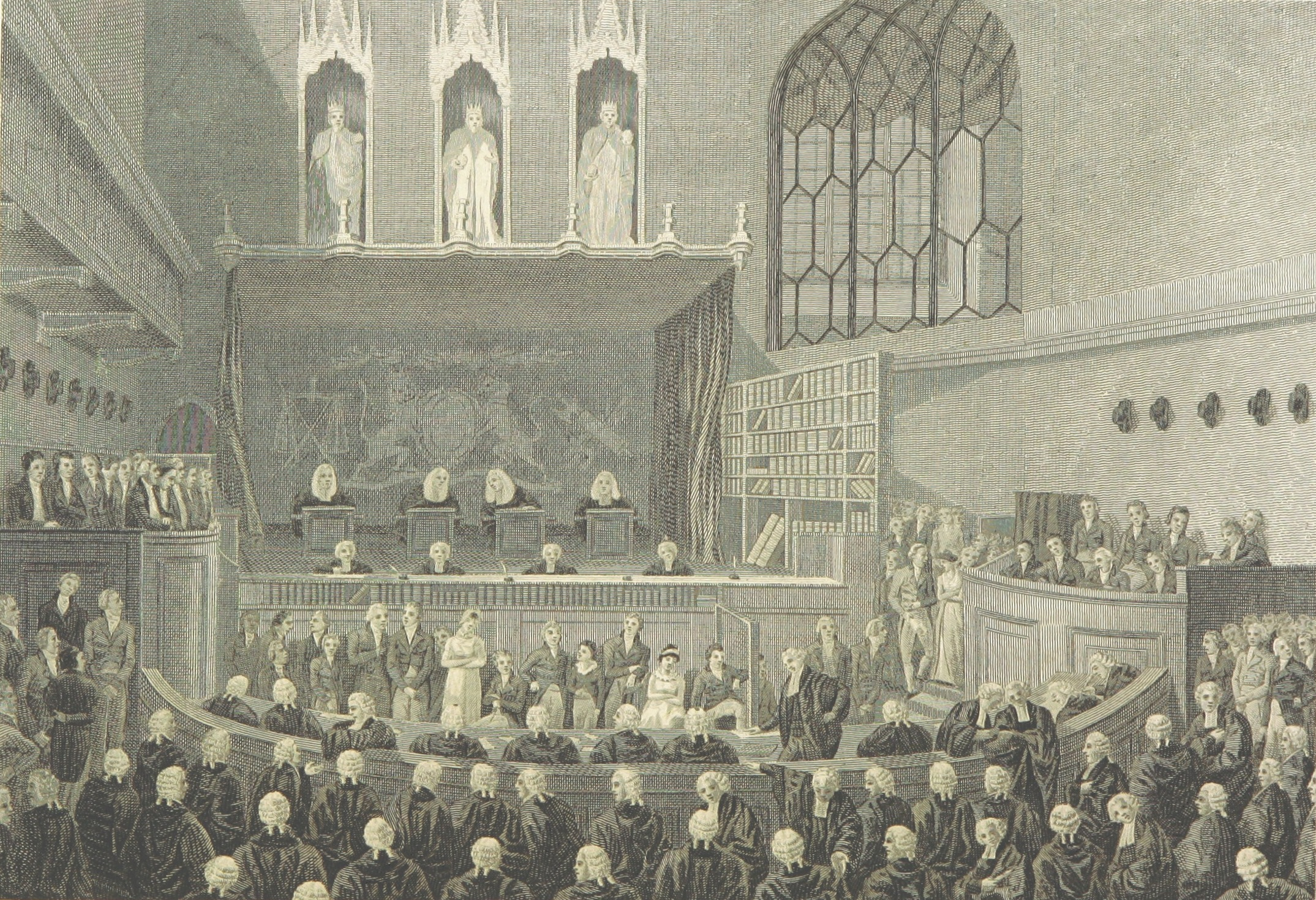
Posiedzenie Sądu Ławy Królewskiej, rycina z 1804 r.

Postępowanie sądowe prowadził lord najwyższy sędzia (Lord Chief Justice) William Murray, lord Mansfield. Jamesa Somerseta wspierał prominentny abolicjonista Granville Sharp, choć nie brał on osobiście udziału w rozprawach z obawy, że jego obecność mogłaby doprowadzić do antagonizacji sądu. Jednym z adwokatów reprezentujących stronę Charlesa Stewarta był John Dunning. Obronę finansowała grupa właścicieli plantacji w Indiach Zachodnich. O ile przedmiotem sprawy była jedynie zasadność uwięzienia Somerseta przez Knowlesa (działającego na polecenie Stewarta), o tyle zarówno abolicjoniści jak i posiadacze niewolników spodziewali się, że werdykt może mieć daleko idące skutki dla przyszłości niewolnictwa w imperium brytyjskim. Lord Mansfield, który również dostrzegał wagę rozstrzyganej sprawy, podjął działania na rzecz skłonienia stron do ugodowego rozwiązania sporu na drodze pozasądowej, jednak bezskutecznie. Stewart odmówił dobrowolnego uwolnienia Somerseta, a matka chrzestna tego drugiego nie zgodziła się na propozycję jego wykupienia. W obliczu konieczności osądzenia sprawy lord Mansfield stwierdził fiat justitia, ruat coelum („sprawiedliwości musi się stać zadość, choćby niebo miało runąć”).
Do głównych argumentów przedstawionych przez pełnomocników Stewarta w sprawie należały te, że niewolnictwo było XVIII-wiecznym odpowiednikiem systemu poddaństwa (ang. villeinage), który funkcjonował w średniowieczu oraz brak aktów prawnych wprost zabraniających niewolnictwa. Kontrargumentacja strony Somerseta obejmowała m.in. fakt, że zobowiązania feudalne w systemie poddaństwa nabywane były jedynie w wyniku dziedziczenia, a sam system przestał istnieć, jak i brak prawa pozytywnego ustanawiającego system niewolnictwa. Podniesione zostały też argumenty, że umowa o zakup Somerseta zawarta na mocy prawa Wirginii nie miała mocy na terenie Anglii. Niespełniony został przy tym podstawowy wymóg przy zawieraniu umów – dobrowolny udział obu stron.
Orzeczenie w sprawie wydane zostało 22 czerwca 1772 roku. Sąd stwierdził, że pan nie może zmusić służącego przebywającego na terytorium Anglii do opuszczenia kraju, żeby skierować go do pracy niewolniczej na plantacji ani w innym celu. W uzasadnieniu orzeczenia lord Mansfield stwierdził, że niewolnictwo jest na tyle odrażające dla rozsądnego człowieka, że zesłanie do pracy niewolniczej nie może być uzasadnione ani prawem zwyczajowym ani prawem natury. Powszechnym było rozumienie, powielane m.in. w ówczesnej prasie, że werdykt stwierdzał o nielegalności niewolnictwa na terenie Anglii, choć nie zostało to w orzeczeniu wprost powiedziane.

## Późniejsze losy
List z 10 lipca 1772 roku zaadresowany do Charlesa Stewarta stwierdza, że niewolnik należący do jednego z jego przyjaciół zbiegł. Miało się to stać po otrzymaniu przez niego listu od wuja, którym był James Somerset, ogłaszającego, że decyzją sądu niewolnicy zostali uwolnieni. Dalsze losy Somerseta nie są znane.